# Emilio Pérez Piñero
Emilio Pérez Piñero (Calasparra, Murcia, 27 de agosto de 1935 - 8 de julio de 1972), fue un arquitecto español.

## Biografía
Nació en Valencia donde su padre militar de profesión se encontraba destinado. Aunque muy pronto se trasladó con su madre a la población de Calasparra en la Región de Murcia de donde eran naturales sus padres. Allí pasó su infancia, hasta que por influencia de su padre se trasladó a Madrid para cursar los estudios de arquitectura. A lo largo de su carrera fue galardonado con multitud de premios en reconocimiento a su obra, siendo destacables la "medalla de Oro” en la XI Exposición Internacional de Patentes de Bruselas, y el Premio Auguste Perret de la Unión Internacional de Arquitectos en 1972. Ese mismo año fallecía a causa de un accidente de tránsito en Torreblanca (Castellón).

## Obra

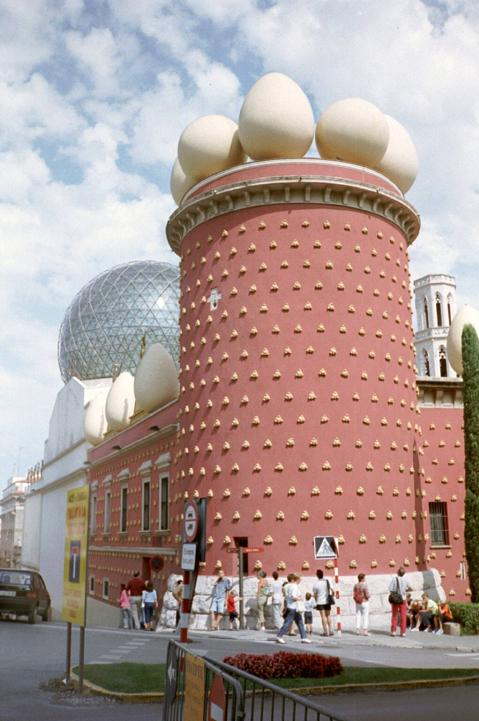
Imagen del Museo Dalí en la parte superior izquierda se puede ver la cúpula diseñada por Pérez Piñero.

En la obra de Pérez Piñero destacan sobre todo un estudio de las estructuras móviles y desplegables. Una de las pocas obras que se conservan de este arquitecto es la cúpula del Teatro-Museo Dalí en Figueras, que el propio Emilio no pudo ver finalizada pues falleció en un accidente de automóvil cuando regresaba desde Figueras a Calasparra. La obra fue terminada por su hermano y colaborador en el proyecto.
Muchas de las obras creadas por Pérez Piñero han quedado abandonadas y otras tienen mucha historia, como por ejemplo la estructura diseñada para albergar el sistema Cinerama que acabó siendo adquirida por El Circo de Los Muchachos para viajar por diversas partes del mundo hasta su localización final a las afueras de la ciudad de Orense (Galicia, España).
En 1972 diseñó un innovador Velódromo para la localidad de Anoeta que no llegó a construirse, a pesar del apoyo e insistencia de Salvador Dalí. 